# Тюфякины-Оболенские
Тюфякины-Оболенские (Тюфякины) — угасший русский княжеский род, Рюриковичи, ветвь князей Оболенских.
Род внесён в Бархатную книгу. При подаче документов для внесения рода в Бархатную книгу, была предоставлена родословная роспись князей Тюфякиных.

## Происхождение и история рода
Род князей Тюфякиных происходят от князей Черниговских. У великого князя, святого Михаила Всеволодовича Черниговского († 1246), был пятый сын — князь Юрий прозванный Тарусским и Оболенским. Его третий сын, князь Константин Юрьевич Оболенский имел правнука князя Василия Борисовича Оболенского, по прозвищу Тюфяка (XX колено от Рюрика), живший в первой половине XVI века, который стал родоначальником князей Тюфякиных-Оболенских.
Род князей Тюфякиных угас со смертью князя Петра Ивановича Тюфякина († 1845).
Последними князьями Тюфякиными в верховьях Оки была создана усадьба «Петровское» (ныне в черте города Алексин, в конце XX века превращена местными жителями в развалину).

## Известные представители
По родословной росписи князей Тюфякины-Оболенские известны семнадцать представителей рода мужского пола. В родословии князей Тюфякиных у князя А.Б. Лобанова-Ростовского в его Русской родословной книге имеются некоторые различия с предлагаемым в настоящем изложении. Неточности указаны на личных страницах князей Тюфякиных. 
| №                              | Имя, отчество                 | № отца | Примечания |
| ------------------------------ | ----------------------------- | ------ | --- |
| 1                              | Оболенский, Василий Борисович |        | Родоначальник |
| 2                              | Тюфякин Михаил Васильевич     | 1      | Воевода |
| 3                              | Тюфякин Василий Васильевич    | 1      | Воевода |
| 4                              | Тюфякин Фёдор Васильевич      | 1      | Бездетный |
| 5                              | Тюфякин Семён Васильевич      | 1      | Воевода в Одоеве (1575), дворянин из выбора (1577), взят в плен шведами при Венден (1578), бездетный |
| 6                              | Тюфякин Никита Васильевич     | 1      | Воевода |
| 7                              | Тюфякин Василий Михайлович    | 2      | Московский дворянин (1598 и 1616). |
| 8                              | Тюфякин Григорий Васильевич   | 3      | Воевода, бездетный |
| 9                              | Тюфякин Пётр Никитич          | 6      | Бездетный |
| 10                             | Тюфякин Василий Васильевич    | 7      | |
|                                | Княжна Степанида Васильевна   | 7      | Их имения перешли родному племяннику — князю Григорию Васильевичу Тюфякину. |
|                                | Княжна Ульяна Васильевна      | 7      | Их имения перешли родному племяннику — князю Григорию Васильевичу Тюфякину. |
|                                | Княжна Акулина Васильевна     | 7      | Их имения перешли родному племяннику — князю Григорию Васильевичу Тюфякину. |
|                                | Княжна Мария Григорьевна      | 8      | Вместе с матерью владела поместьями Вишенки и Сорокино в Суздальском уезде. |
| 11                             | Тюфякин Григорий Васильевич   | 10     | Не путать с № 8. |
|                                | Княжна Фёкла Васильевна       | 10     | Жена стольника Колычева Ивана Яковлевича Меньшого |
|                                | Княжна Матрёна Васильевна     | 10     | Жена стольника Вельяминова Ивана Силыча |
| 12                             | Тюфякин Фёдор Григорьевич     | 11     | Родился (1678), стольник царицы Прасковьи Фёдоровны (1692), воевода, подполковник (1726), член ревизион-коллегии при императрице Анне Иоановне, женат на княжне Марии Никитичне Шаховской.                                                                             |
|                                | Княжна Мавра Григорьевна      | 11     | Жена князя Щербатова Михаила Юрьевича (с 1704) |
| 13                             | Тюфякин Пётр Фёдорович        | 12     | Имел двор в Москве (1739), вотчинник Московского уезда. |
| 14                             | Тюфякин Сергей Фёдорович      | 12     | Поручик, московский землевладелец (1761), умер († 1758). |
| 15                             | Тюфякин Владимир Петрович     | 13     | Секунд-майор |
| 16                             | Тюфякин Иван Петрович         | 13     | Тайный советник, действительный тайный советник (1801), камергер, умер († 1804), жена княжна Мария Александровна Долгорукова (1749-1804), родная племянница князя Долгорукова-Крымского и графини Анастасии Михайловны Брюс..                                          |
|                                | Княжна Екатерина Петровна     | 13     | Жена полковника Ушакова Василий Фёдоровича |
|                                | Княжна Настасья Петровна      | 13     | Жена полковника Свечина Петра Ивановича |
|                                | Княжна Варвара Владимировна   | 15     | Жена Шишкина Николая Алексеевича |
| 17                             | Тюфякин Пётр Иванович         | 16     | Действительный камергер, Командор Мальтийского ордена и Гофмейстер. Умер в Париже бездетным († 1845) |
| Род пресёкся                   |                               |        | |
|                                | Фёдор Фёдорович               | 12     | Указаны в родословной книге А.Б. Лобанова-Ростовского. Генеалогия: Фёдор Григорьевич № 12 имел сына Фёдора Фёдоровича, у которого было два сына Владимир Фёдорович имевшего дочь Варвару Владимировну и Иван Фёдоровича, показанного по родословной росписи бездетным. |
|                                | Владимир Фёдорович            |        | Указаны в родословной книге А.Б. Лобанова-Ростовского. Генеалогия: Фёдор Григорьевич № 12 имел сына Фёдора Фёдоровича, у которого было два сына Владимир Фёдорович имевшего дочь Варвару Владимировну и Иван Фёдоровича, показанного по родословной росписи бездетным. |
|                                | Иван Фёдорович                |        | Указаны в родословной книге А.Б. Лобанова-Ростовского. Генеалогия: Фёдор Григорьевич № 12 имел сына Фёдора Фёдоровича, у которого было два сына Владимир Фёдорович имевшего дочь Варвару Владимировну и Иван Фёдоровича, показанного по родословной росписи бездетным. |
| Не вошли в родословные росписи |                               |        | |
|                                | Яков Васильевич               |        | Стольник |